# Herrarnas sprintstafett i längdskidåkning vid olympiska vinterspelen 2014
Herrarnas sprintstafett i längdskidåkning vid olympiska vinterspelen 2014 hölls på anläggningen Laura längdåknings- och skidskyttekomplex i skidorten Krasnaja Poljana, Ryssland, cirka 60 km från Sotji, den 19 februari 2014. Tävlingen kördes i klassisk stil.
Det ryska laget (Nikita Krjukov och Maksim Vylegzjanin) – som vid tävlingstillfället var tvåa i mål – diskvalificerades i november 2017 av IOK.

## Medaljörer
| Disciplin               | Guld                                  | Silver                               | Brons                                    |
| Herrarnas sprintstafett | Finland Iivo Niskanen Sami Jauhojärvi | Sverige Emil Jönsson Teodor Peterson | Norge Petter Northug Ola Vigen Hattestad |

## Deltagare
46 åkare från 23 nationer deltog i herrarnas sprintstafett i längdskidåkning.
| - Australien - Bulgarien - Estland - Finland - Frankrike - Italien - Japan - Kanada | - Kazakstan - Kina - Norge - Polen - Rumänien - Ryssland - Schweiz - Slovenien | - Storbritannien - Sverige - Tjeckien - Tyskland - Ukraina - USA - Österrike |

## Schema
Alla tider är i (UTC+4).
| Datum       | Tid   | Omgång    |
| ----------- | ----- | --------- |
| 19 februari | 14:05 | Semifinal |
| 19 februari | 16:15 | Final     |

## Resultat

### Semifinaler
Tävlingen startade med de två semifinalerna klockan 14:05 lokal tid (11:05 svensk tid). De två första lagen ur varje semifinal gick direkt vidare till final. Till finalen kom också de totalt sex lagen som hade bäst tid utöver de två direktkvalificerade lagen.
Q = Direktkvalificerad till final

LL = Lucky loser (vidarekvalificerad till final på tid)
| Pl. | Nr | Land           | Namn                                  | Tid      | Not |
| --- | -- | -------------- | ------------------------------------- | -------- | --- |
| 1   | 2  | Tyskland       | Hannes Dotzler Tim Tscharnke          | 23.36,23 | Q   |
| 2   | 6  | Tjeckien       | Martin Jakš Aleš Razým                | 23.39,06 | Q   |
| 3   | 5  | Schweiz        | Dario Cologna Gianluca Cologna        | 23.42,31 | LL  |
| 4   | 1  | Norge          | Ola Vigen Hattestad Petter Northug    | 23.43,63 | LL  |
| 5   | 3  | Italien        | Federico Pellegrino Dietmar Nöckeler  | 23.58,12 |     |
| 6   | 4  | Kanada         | Devon Kershaw Alex Harvey             | 24.20,37 |     |
| 7   | 9  | Estland        | Peeter Kümmel Raido Ränkel            | 24.26,49 |     |
| 8   | 7  | Österrike      | Harald Wurm Max Hauke                 | 25.01,23 |     |
| 9   | 10 | Rumänien       | Daniel Pripici Paul Constantin Pepene | 26.06,80 |     |
|     | 8  | Storbritannien | Andrew Young Andrew Musgrave          | DNF      |     |
|     | 11 | Kina           | Sun Qinghai Xu Wenlong                | DNS      |     |

| Pl. | Nr | Land       | Namn                                | Tid      | Not |
| --- | -- | ---------- | ----------------------------------- | -------- | --- |
| 1   | 16 | Finland    | Iivo Niskanen Sami Jauhojärvi       | 23.26,13 | Q   |
| 2   | 13 | Ryssland   | Maksim Vylegzjanin Nikita Kriukov   | 23.26,91 | Q   |
| 3   | 15 | Sverige    | Emil Jönsson Teodor Peterson        | 23.28,22 | LL  |
| 4   | 14 | Kazakstan  | Nikolaj Tjebotko Aleksej Poltoranin | 23.28,50 | LL  |
| 5   | 17 | USA        | Simi Hamilton Erik Bjornsen         | 23.29,14 | LL  |
| 6   | 12 | Frankrike  | Cyril Miranda Jean-Marc Gaillard    | 23.41,79 | LL  |
| 7   | 19 | Japan      | Hiroyuki Miyazawa Yuichi Onda       | 23.49,41 |     |
| 8   | 18 | Polen      | Maciej Kreczmer Maciej Staręga      | 23.53,09 |     |
| 9   | 20 | Slovakien  | Peter Mlynár Martin Bajčičák        | 24.58,06 |     |
| 10  | 21 | Bulgarien  | Andrey Gridin Veselin Tsinzov       | 24.11,06 |     |
| 11  | 23 | Ukraina    | Ruslan Perekhoda Oleksii Krasovskji | 25.31,13 |     |
| 12  | 22 | Australien | Phil Bellingham Callum Watson       | 25.54,31 |     |

### Final
Finalen startade klockan 16:15 lokal tid.
| Pl. | Nr | Nation    | Namn                | T1      | T2      | T3      | T4      | T5      | T6      | Sluttid  | Tidsdifferens |
| --- | -- | --------- | ------------------- | ------- | ------- | ------- | ------- | ------- | ------- | -------- | ------------- |
| 1   | 16 | Finland   | Iivo Niskanen       | 3.49,60 | 99999   | 3.55,79 | 99999   | 3.40,66 | 99999   | 23.14,89 | ±0            |
| 1   | 16 | Finland   | Sami Jauhojärvi     | 99999   | 3.55,97 | 99999   | 3.51,56 | 99999   | 4.01,31 | 23.14,89 | ±0            |
| 2   | 13 | Ryssland  | Maksim Vylegzjanin  | 3.48,84 | 99999   | 3.55,25 | 99999   | 3.41,53 | 99999   | 23.15,86 | +0,97         |
| 2   | 13 | Ryssland  | Nikita Krjukov      | 99999   | 3.56,95 | 99999   | 3.51,45 | 99999   | 4.01,84 | 23.15,86 | +0,97         |
| 3   | 15 | Sverige   | Emil Jönsson        | 3.49,27 | 99999   | 3.56,77 | 99999   | 3.44,70 | 99999   | 23.30,01 | +15,12        |
| 3   | 15 | Sverige   | Teodor Peterson     | 99999   | 3.54,56 | 99999   | 3.52,87 | 99999   | 4.11,84 | 23.30,01 | +15,12        |
| 4   | 1  | Norge     | Ola Vigen Hattestad | 3.52,88 | 99999   | 3.58,96 | 99999   | 3.48,52 | 99999   | 23.33,55 | +18,66        |
| 4   | 1  | Norge     | Petter Northug      | 99999   | 3.50,07 | 99999   | 3.53,31 | 99999   | 4.09,81 | 23.33,55 | +18,66        |
| 5   | 5  | Schweiz   | Dario Cologna       | 3.50,47 | 99999   | 3.55,24 | 99999   | 3.40,98 | 99999   | 23.35,90 | +21,01        |
| 5   | 5  | Schweiz   | Gianluca Cologna    | 99999   | 3.56,31 | 99999   | 3.52,87 | 99999   | 4.20,03 | 23.35,90 | +21,01        |
| 6   | 17 | USA       | Simeon Hamilton     | 3.51,67 | 99999   | 3.55,46 | 99999   | 3.55,39 | 99999   | 23.49,95 | +35,06        |
| 6   | 17 | USA       | Erik Bjornsen       | 99999   | 3.56,20 | 99999   | 3.53,42 | 99999   | 4.17,81 | 23.49,95 | +35,06        |
| 7   | 2  | Tyskland  | Hannes Dotzler      | 3.50,04 | 99999   | 3.54,37 | 99999   | 3.39,34 | 99999   | 23.57,02 | +42,13        |
| 7   | 2  | Tyskland  | Tim Tscharnke       | 99999   | 3.56,41 | 99999   | 3.52,87 | 99999   | 4.43,99 | 23.57,02 | +42,13        |
| 8   | 14 | Kazakstan | Nikolaj Tjebotko    | 3.52,22 | 99999   | 3.56,55 | 99999   | 4.13,53 | 99999   | 24.01,38 | +46,49        |
| 8   | 14 | Kazakstan | Aleksej Poltoranin  | 99999   | 3.54,67 | 99999   | 3.50,90 | 99999   | 4.13,51 | 24.01,38 | +46,49        |
| 9   | 6  | Tjeckien  | Martin Jakš         | 3.52,55 | 99999   | 3.53,49 | 99999   | 3.57,58 | 99999   | 24.01,83 | +46,94        |
| 9   | 6  | Tjeckien  | Aleš Razym          | 99999   | 3.56,52 | 99999   | 4.05,00 | 99999   | 4.16,69 | 24.01,83 | +46,94        |
| —   | 12 | Frankrike | Cyril Miranda       | DNS     | 99999   | DNS     | 99999   | DNS     | 99999   | DNS      | DNS           |
| —   | 12 | Frankrike | Jean-Marc Gaillard  | 99999   | DNS     | 99999   | DNS     | 99999   | DNS     | DNS      | DNS           |